# Xã Kendall, Quận Kendall, Illinois
Xã Kendall (tiếng Anh: Kendall Township) là một xã thuộc quận Kendall, tiểu bang Illinois, Hoa Kỳ. Năm 2010, dân số của xã này là 7.739 người.